# Stelechocarpus
Stelechocarpus es un género de plantas fanerógamas  perteneciente a la familia de las anonáceas y tiene nueve especies. Es nativa del sur y sudeste de Asia hasta Nueva Guinea.

## Taxonomía
El género fue descrito por (Blume) Hook.f. & Thomson y publicado en Flora Indica: being a systematic account of the plants . . 1: 94. 1855.  La especie tipo es:  Stelechocarpus burahol

## Especies
| - Stelechocarpus burahol - Stelechocarpus burakol - Stelechocarpus cauliflorus - Stelechocarpus grandifolia - Stelechocarpus longipes | - Stelechocarpus montana - Stelechocarpus nitida - Stelechocarpus punctata - Stelechocarpus schefferi |